# Plays Well with Others (album de Phil Collins)

Plays Well with Others est un coffret de 4 CD de Phil Collins, sorti en 2018. Les trois premiers disques relatent les contributions de Collins aux albums de divers musiciens, tandis que le quatrième disque présente des chansons jouées live avec différents artistes. On y retrouve ainsi une chanson tirée du seul et unique album qu'il a enregistré avec le groupe Flaming Youth en 1969, ainsi qu'une pièce instrumentale extraite du premier album solo de l'ex-guitariste de Yes, Peter Banks, Two Sides of Peter Banks en 1973 avec aussi Steve Hackett à la guitare et John Wetton à la basse. Le groupe Brand X avec lequel Phil a joué dans les années 1970 est aussi comprit dans ce coffret avec 2 pièces, Frida ainsi que Robert Plant sont aussi de la partie. À Propos de Frida, l'ex-chanteuse du groupe suédois Abba, c'est Phil qui a produit son troisième album solo Something's Going on en plus d'y jouer la batterie, et des musiciens de sa carrière solo ont participé, Daryl Stuermer, J. Peter Robinson, ainsi que les Phenix Horns. John Martyn, un artiste avec lequel Phil a souvent collaboré sur ses albums solo est présent pour 4 chansons. Le reste va de Band Aid avec Do They Know It's Christmas? à Brian Eno, de Eric Clapton à George Harrison, de Tears for Fears à George Martin, un assez large éventail est couvert ici dans ce boitier et tous les fans de Phil Collins devraient y trouver leur compte.

## Contenu du coffret

### Disque Un: 1969–1982
| No  | Titre                             | Auteur                                            | Artiste/album                                 | Durée |
| --- | --------------------------------- | ------------------------------------------------- | --------------------------------------------- | ----- |
| 1.  | Guide Me, Orion                   | Ken Howard, Alan Blaikley                         | Flaming Youth — Ark 2 (1969)                  | 03:18 |
| 2.  | Knights (reprise)                 | Banks                                             | Peter Banks — Two Sides of Peter Banks (1973) | 02:14 |
| 3.  | Don't You Feel It?                | Wallace                                           | Eugene Wallace — Book of Fool (1974)          | 04:14 |
| 4.  | I Can't Remember, but Yes         | Argent                                            | Argent — Counterpoints (1975)                 | 03:07 |
| 5.  | Over Fire Island                  | Eno                                               | Brian Eno — Another Green World (1975)        | 01:51 |
| 6.  | Savannah Woman                    | Bolin, Jeff Cook                                  | Tommy Bolin — Teaser (1975)                   | 02:46 |
| 7.  | Pablo Picasso                     | Jonathan Richman                                  | John Cale — Helen of Troy (1975)              | 03:23 |
| 8.  | Nuclear Burn                      | Collins, John Goodsall, Robin Lumley, Percy Jones | Brand X — Unorthodox Behaviour (1976)         | 06:22 |
| 9.  | No One Receiving                  | Eno                                               | Brian Eno — Before and After Science (1977)   | 03:50 |
| 10. | Home                              | Argent                                            | Rod Argent — Moving Home (1978)               | 04:22 |
| 11. | M386                              | Eno                                               | Brian Eno — Music for Films (1978)            | 02:51 |
| 12. | …And So to F…                     | Collins                                           | Brand X — Product (1979)                      | 06:22 |
| 13. | North Star                        | Fripp, Daryl Hall, Joanna Walton                  | Robert Fripp — Exposure (1979)                | 03:08 |
| 14. | Sweet Little Mystery              | Martyn                                            | John Martyn — Grace and Danger (1980)         | 05:26 |
| 15. | Intruder                          | Gabriel                                           | Peter Gabriel — Peter Gabriel (1980)          | 04:54 |
| 16. | I Know There's Something Going On | Russ Ballard                                      | Frida — Something's Going On (1982)           | 05:29 |
| 17. | Pledge Pin                        | Plant, Robbie Blunt                               | Robert Plant — Pictures at Eleven (1982)      | 04:02 |
| 18. | Lead Me to the Water              | Brooker                                           | Gary Brooker — Lead Me to the Water (1982)    | 04:23 |

### Disque Deux: 1982–1991
| No  | Titre                                      | Auteur                                                                     | Artiste/album                                                                        | Durée |
| --- | ------------------------------------------ | -------------------------------------------------------------------------- | ------------------------------------------------------------------------------------ | ----- |
| 1.  | In the Mood                                | Plant, Blunt, Paul Martinez                                                | Robert Plant — The Principle of Moments (1983)                                       | 05:22 |
| 2.  | Island Dreamer                             | Jan Hammer, Al DiMeola                                                     | Al Di Meola — Scenario (1983)                                                        | 04:05 |
| 3.  | Puss 'n Boots                              | Ant, Marco Pirroni                                                         | Adam Ant — Strip (1983)                                                              | 04:02 |
| 4.  | Walking on the Chinese Wall                | Billie Hughes, Roxanne Seeman                                              | Philip Bailey — Chinese Wall (1984)                                                  | 05:08 |
| 5.  | Do They Know It's Christmas?               | Bob Geldof, Midge Ure                                                      | Band Aid — non-album single (1984)                                                   | 03:51 |
| 6.  | Just Like a Prisoner                       | Clapton                                                                    | Eric Clapton — Behind the Sun (1985)                                                 | 05:30 |
| 7.  | Because of You                             | Bailey, Collins, George Duke, Nathan East, Lorelei McBroom, Ray Parker Jr. | Philip Bailey — Inside Out (1986)                                                    | 04:32 |
| 8.  | Watching the World                         | John Lang, Richard Page, Steve George                                      | Chaka Khan — Destiny (1986)                                                          | 04:44 |
| 9.  | No One Is to Blame (Phil Collins' version) | Jones                                                                      | Howard Jones — Action Replay (1986)                                                  | 04:14 |
| 10. | If Leaving Me Is Easy                      | Collins                                                                    | The Isley Brothers — Masterpiece (1985)                                              | 06:32 |
| 11. | Angry                                      | McCartney, Eric Stewart                                                    | Paul McCartney — Press to Play (1986)                                                | 03:37 |
| 12. | Loco in Acapulco                           | Collins, Lamont Dozier                                                     | Four Tops — Buster (1988)                                                            | 04:12 |
| 13. | Walking on Air                             | Bishop                                                                     | Stephen Bishop — Bowling in Paris (1989)                                             | 03:27 |
| 14. | Hall Light                                 | Bishop                                                                     | Stephen Bishop — Bowling in Paris (1989)                                             | 04:50 |
| 15. | Woman in Chains                            | Roland Orzabal                                                             | Tears for Fears — The Seeds of Love (1989)                                           | 06:30 |
| 16. | Burn Down the Mission                      | Elton John, Bernie Taupin                                                  | Phil Collins — Two Rooms: Celebrating the Songs of Elton John & Bernie Taupin (1991) | 06:13 |

### Disque Trois: 1991–2011
| No  | Titre                                         | Auteur                               | Artiste/album                                      | Durée |
| --- | --------------------------------------------- | ------------------------------------ | -------------------------------------------------- | ----- |
| 1.  | No Son of Mine                                | Tony Banks, Collins, Mike Rutherford | Genesis — We Can't Dance (1991)                    | 06:39 |
| 2.  | Could've Been Me                              | Martyn                               | John Martyn — Couldn't Love You More (1992)        | 03:55 |
| 3.  | Hero                                          | Collins, Crosby                      | David Crosby — Thousand Roads (1993)               | 04:40 |
| 4.  | Ways to Cry                                   | Martyn                               | John Martyn — No Little Boy (1993)                 | 04:43 |
| 5.  | I've Been Trying                              | Curtis Mayfield                      | Phil Collins — A Tribute to Curtis Mayfield (1994) | 05:02 |
| 6.  | Do Nothing till You Hear from Me              | Duke Ellington, Bob Russell          | Quincy Jones — Q's Jook Joint (1995)               | 03:58 |
| 7.  | Why Can't It Wait 'Til Morning                | Collins                              | Fourplay — Elixir (1995)                           | 05:18 |
| 8.  | Suzanne                                       | Martyn                               | John Martyn — And (1996)                           | 03:53 |
| 9.  | Looking for an Angel                          | Collins                              | Laura Pausini — La mia risposta (1998)             | 04:13 |
| 10. | Golden Slumbers"/"Carry That Weight"/"The End | Lennon, McCartney                    | George Martin — In My Life (1998)                  | 05:39 |
| 11. | In the Air Tonite                             | Lil' Kim, Collins                    | Lil' Kim feat. Phil Collins — Urban Renewal (2001) | 04:21 |
| 12. | Welcome                                       | Collins                              | Phil Collins — Brother Bear (2003)                 | 03:36 |
| 13. | Can't Turn Back the Years                     | Collins                              | John Martyn — Heaven and Earth (2011)              | 04:20 |

### Disque Quatre: Live 1981–2002
| No  | Titre | Auteur                                                                                | Artiste                                   | Durée |
| --- | --- | ------------------------------------------------------------------------------------- | ----------------------------------------- | ----- |
| 1.  | In the Air Tonight (live at The Secret Policeman's Other Ball, 1981)                                        | Collins                                                                               | Phil Collins                              | 05:05 |
| 2.  | While My Guitar Gently Weeps (live at the Prince's Trust concert, 1987)                                     | Harrison                                                                              | George Harrison                           | 05:02 |
| 3.  | You Win Again (live at the Prince's Trust concert, 1988)                                                    | Arif Mardin, Barry Gibb, Robin Gibb, Maurice Gibb, Brian Tench                        | Bee Gees                                  | 03:28 |
| 4.  | There'll Be Some Changes Made (live at the Montreux Jazz Festival 2004)                                     | William Benton Overstreet, Billy Higgins                                              | Phil Collins & Tony Bennett               | 03:13 |
| 5.  | Stormy Weather (live at the Montreux Jazz Festival 1996)                                                    | Harold Arlen, Ted Koehler                                                             | Phil Collins & Quincy Jones               | 03:49 |
| 6.  | Chips and Salsa (From the album A Hot Night in Paris, 1999)                                                 | Gerald Albright                                                                       | The Phil Collins Big Band                 | 05:14 |
| 7.  | Birdland (From the DVD A Salute To Buddy Rich, featuring Phil Collins, Dennis Chambers & Steve Smith, 1999) | Joe Zawinul                                                                           | Phil Collins with the Buddy Rich Big Band | 07:13 |
| 8.  | Pick Up the Pieces (live at the Montreux Jazz Festival 1998)                                                | Roger Ball, Molly Duncan, Alan Gorrie, Onnie McIntyre, Hamish Stuart, Robbie McIntosh | The Phil Collins Big Band                 | 21:13 |
| 9.  | Layla (live at Party at the Palace, 3 June 2002)                                                            | Clapton, Jim Gordon                                                                   | Eric Clapton                              | 06:19 |
| 10. | Why (live at Party at the Palace, 3 June 2002)                                                              | Lennox                                                                                | Annie Lennox                              | 05:31 |
| 11. | (Everything I Do) I Do It for You (live at Party at the Palace, 3 June 2002)                                | Adams, Michael Kamen, Robert John "Mutt" Lange                                        | Bryan Adams                               | 04:16 |
| 12. | With a Little Help from My Friends (live at Party at the Palace, 3 June 2002)                               | Lennon, McCartney                                                                     | Joe Cocker                                | 05:50 |